# Darvasi Csiff-puszta
Darvasi Csiff-puszta este o arie protejată (arie specială de conservare — SAC, sit de importanță comunitară — SCI) din Ungaria întinsă pe o suprafață de 472,26 ha, integral pe uscat.

## Localizare
Centrul sitului Darvasi Csiff-puszta este situat la coordonatele 47°07′25″N 21°20′14″E / 47.123611°N 21.337222°E.

## Înființare
Situl Darvasi Csiff-puszta a fost declarat sit de importanță comunitară în mai 2004 pentru a proteja 1 specie de plante și 7 specii de animale. Situl a fost protejat și ca arie specială de conservare în februarie 2010.

## Biodiversitate
Situată în ecoregiunea panonică, aria protejată conține 1 habitat natural: Stepe și mlaștini sărate panonice.
La baza desemnării sitului se află mai multe specii protejate:
- plante (1): Cirsium brachycephalum
- amfibieni (2): buhai de baltă cu burta roșie (Bombina bombina), triton cu creastă dobrogean (Triturus dobrogicus)
- mamifere (1): vidră de râu (Lutra lutra)
- pești (3): avat (Aspius aspius), zvârluga (Cobitis taenia), țipar (Misgurnus fossilis)
- reptile (1): țestoasa de baltă (Emys orbicularis)